# 腹びれ

魚の外部解剖図。
腹鰭は⑨にあたる。

腹びれ（はらびれ、腹鰭）とは、魚類の後肢もしくは下肢で、人間における足に相当する。胸鰭の後ろ又は下、肛門の前方に位置している。その位置は魚の種類によって大きく異なり、頸部にあるもの、胸部にあるもの、腹部にあるものがいる。
胸鰭と同様に、2 枚の対鰭で構成されている。